# Andreas Lubitz
Andreas Günter Lubitz (* 18. Dezember 1987 in Neuburg an der Donau; † 24. März 2015 bei Prads-Haute-Bléone, Frankreich) war ein deutscher Pilot.
Als Co-Pilot eines Airbus A320 des Germanwings-Flugs 9525 brachte er das Flugzeug in den französischen Alpen absichtlich zum Absturz. Laut Abschlussbericht der französischen Untersuchungsbehörde BEA steuerte Lubitz das Flugzeug „durch eine bewusste und geplante Handlung“ vorsätzlich gegen den Berg, wodurch alle 150 Personen an Bord zu Tode kamen.

## Leben
Lubitz wuchs bis zu seinem sechsten Lebensjahr in Neuburg an der Donau auf, wo er mit seinen Eltern bei seinem Großvater (mütterlicherseits) lebte. Danach zog die Familie nach Montabaur. Er besuchte dort das Mons-Tabor-Gymnasium, an dem er 2007 sein Abitur ablegte. Als 14-Jähriger wurde er Mitglied im örtlichen Segelflugverein LSC Westerwald und machte dort etwa zwei Jahre später seinen Segelflugschein.
Im Jahr 2008 begann Lubitz an der Verkehrsfliegerschule der Lufthansa in Bremen eine Pilotenausbildung, die er 2009 für mehrere Monate unterbrach. Vor seiner weiteren Ausbildung zum Berufspiloten war er „über einen längeren Zeitraum mit vermerkter Suizidalität in psychotherapeutischer Behandlung“.
Nach dem Ende der Ausbildung arbeitete Lubitz zunächst elf Monate als Flugbegleiter, ab September 2013 dann als Erster Offizier (Co-Pilot) bei der Lufthansa-Tochter Germanwings.
Er absolvierte etwa 630 Flugstunden auf dem Airbus A320, bevor er eine solche Maschine beim Germanwings-Flug 9525 zum Absturz brachte und mit allen Insassen zusammen starb.

## Nachleben
Für die bei dem Flugunfall Getöteten wurde am 17. April 2015 ein Trauergottesdienst mit anschließendem Staatsakt im Kölner Dom abgehalten. Mit einer für Lubitz entzündeten Kerze, eine von insgesamt 150, wurde dabei auch seiner gedacht.
Am 27. Juni 2015 wurde seine Urne in Montabaur beigesetzt.
Im Juli 2015 wurde beim Amtsgericht Montabaur das Insolvenzverfahren über den Nachlass von Lubitz eröffnet. Die Allianz-Versicherung meldete aufgrund der an Angehörige von verstorbenen Flugpassagieren geleisteten Zahlungen Forderungen von 7,5 Mio. Euro an.

## Untersuchungen
Der zuständige französische Staatsanwalt Brice Robin ging am 26. März 2015 nach der ersten Auswertung des Stimmenrekorders davon aus, Lubitz habe als Pilot Flying etwa zwei Minuten nach Erreichen der Reiseflughöhe einen kontrollierten Sinkflug eingeleitet. Er habe dem Flugkapitän nach einem kurzzeitigen Verlassen seines Postens den Wiedereintritt in das Cockpit durch die Verriegelung der gepanzerten Cockpittür verwehrt und auf Ansprachen der Flugsicherung nicht reagiert. Aus vom Stimmenrekorder aufgezeichneten Atemgeräuschen schloss die Staatsanwaltschaft, dass Lubitz bis zum Aufprall am Leben gewesen und in Anbetracht hörbarer Bedienungsgeräusche von Reglern handlungsfähig gewesen sei. Der Co-Pilot habe aus Gründen, die man noch nicht kenne, die sich aber als Wille zur Zerstörung des Flugzeugs auslegen ließen, so gehandelt. Laut Jean-Pierre Michel, dem Chef einer französischen Ermittlerdelegation in Düsseldorf, sollte auch die Möglichkeit eines technischen Defekts untersucht werden, der zu diesem Zeitpunkt nicht ausgeschlossen werden konnte.
Die französische Flugunfalluntersuchungsbehörde BEA erklärte am 3. April 2015, dass die erste Auswertung des Flugdatenschreibers die Untersuchungsergebnisse des Stimmenrekorders bestätige. Der Co-Pilot habe den Autopiloten genutzt, um das Flugzeug in einen Sinkflug auf eine Höhe von 100 Fuß (30 m) zu bringen. „Dann hat der Pilot während des Sinkflugs mehrfach die Einstellungen des Autopiloten geändert, um die Geschwindigkeit des sinkenden Flugzeugs zu erhöhen.“
Bei der Polizei Düsseldorf wurde eine Sonderkommission gebildet, um in Deutschland die Lebensumstände von Lubitz zu ermitteln. Bei einer Durchsuchung seiner Düsseldorfer Wohnung wurden nach Angaben der Staatsanwaltschaft Düsseldorf „zerrissene, aktuelle und auch den Tattag umfassende Krankschreibungen“ gefunden. Die Staatsanwaltschaft Düsseldorf nimmt daher an, Lubitz habe eine Erkrankung gegenüber dem Arbeitgeber verheimlicht. Bereits 2009 hatte er als Flugschüler seinen Arbeitgeber Lufthansa per E-Mail über eine depressive Vorerkrankung informiert. Nach Angaben der Lufthansa habe er der Verkehrsfliegerschule medizinische Unterlagen übermittelt und dabei eine vorangegangene „schwere depressive Episode“ als „abgeklungen“ bezeichnet. Die US-Luftfahrtbehörde (FAA) war im Jahr 2010 ebenfalls über eine depressive Erkrankung Lubitz’ informiert und erteilte die US-Pilotenlizenz erst nach einer schriftlichen Erklärung des behandelnden Arztes.
Im April 2015 teilte die Staatsanwaltschaft Düsseldorf mit, dass mit dem Tablet-PC von Lubitz im Internet nach Informationen zur Sicherung von Cockpittüren und über Selbsttötung  gesucht worden sei; im Juni ergänzten die französischen Untersuchungsbehörden, dass er auch nach Zyankali, Valium und tödlichen Medikamenten-Cocktails gesucht habe. Aufgrund von Sehstörungen und der Furcht zu erblinden hatte Lubitz in den fünf Jahren vor dem Absturz insgesamt 41 Ärzte aufgesucht, 7 innerhalb des letzten Monats. Einige Ärzte diagnostizierten ihn als labil und nicht flugtauglich oder stellten Angststörungen fest. Weitergegeben wurden entsprechende Informationen aufgrund der ärztlichen Schweigepflicht nicht.
Die französische Untersuchungsbehörde BEA veröffentlichte ihren Abschlussbericht im März 2016 und bestätigte die Theorie des Zwischenberichts, nach der Lubitz sich im Cockpit eingeschlossen und das Flugzeug bewusst und absichtlich zum Absturz gebracht habe. Er habe zum Zeitpunkt des Absturzes Antidepressiva eingenommen und unter einem psychotischen Schub gelitten. Ein Arzt hatte zwei Wochen vor dem Absturz eine mögliche Psychose bei Lubitz diagnostiziert und eine Einweisung in eine psychiatrische Klinik empfohlen.
Zum zweiten Jahrestag des Ereignisses im März 2017 präsentierte der Journalist Tim van Beveren in einer Pressekonferenz unter Beteiligung des Vaters von Lubitz die Ergebnisse eigener Ermittlungen, wonach der Co-Pilot den Absturz nicht absichtlich herbeigeführt haben soll. So sei „durchaus in Betracht zu ziehen“, dass Andreas Lubitz durch „kontaminierte Kabinenluft“ gesundheitlich beeinträchtigt gewesen sei, was „psychische Veränderungen, bis hin zu einem kognitiven Totalausfall“ verursacht haben könne. Möglich seien auch Turbulenzen oder technische Defekte gewesen. Die zuständige Düsseldorfer Staatsanwaltschaft wies diese Ausführungen umgehend zurück. Das abgeschlossene Verfahren habe „eine klare Verantwortlichkeit von Andreas Lubitz als Schuldigen“ belegt. Auch die französischen Ermittlungsbehörden bekräftigten, der Co-Pilot habe das Flugzeug gezielt zum Absturz gebracht. Bundesregierung und Bundesverkehrsministerium erklärten, es bestünden keine Zweifel an den Ermittlungsergebnissen. Die deutsche BFU und die französische BEA wiesen die erhobenen Vorwürfe ebenfalls zurück. Opfer-Vertreter bezeichneten die Pressekonferenz als „Affront“ und „geschmacklos“. Anfang Mai 2017 veröffentlichte die Familie von Andreas Lubitz das umstrittene Gutachten van Beverens in Auszügen im Internet, im April 2018 wurde das Gutachten dann in Gänze veröffentlicht.
In einem Brief vom Februar 2018 an die Lufthansa-Konzernführung forderten Angehörige der Opfer von der Lufthansa eine juristische und finanzielle Übernahme der Verantwortung für die Tat ihres Piloten.